# AIK Fotbolls historia 1910–1924
AIK Fotbolls historia 1910-1924 innefattar bland annat AIK:s deltagande i den nybildade Svenska serien (som man kom tvåa i ett par gånger men som man aldrig vann) samt fyra SM-guld (1911, 1914, 1916 och 1923). 

## Början av Svenska serien
Den första upplagan av Svenska serien, där AIK deltog, spelades 1910, men blev lidande av WO-matcher och andra problem på grund av klubbarnas skrala ekonomi och bristen på idrottsplatser. Det var dock nära att AIK inte blev invald i serien, då de valdes in som åttonde och sista lag - detta på grund av sina goda insatser i Stockholmsseriens Klass 1 1908-1909. Men de bevisade snabbt att de platsade i serien: i premiäromgången vann de över IFK Göteborg med 9-1, vilket fortfarande är den största segern över göteborgslaget någonsin. Under hela säsongen var det AIK, Örgryte IS och IFK Göteborg som slogs om seriesegern, som till slut kom att bli Örgrytes, med AIK som tvåa, på samma poäng, och IFK Göteborg trea.
AIK tog sitt tredje SM-guld år 1911 då drygt 1000 åskådare på Råsunda IP (klubbens hemmaplan mellan 1910 och 1912) kunde se AIK dominera finalen i första halvlek mot IFK Uppsala, men det stod ändå 2-2 i paus. AIK gjorde dock ytterligare ett mål och vann finalen med 3-2. De spelade även i Svenska serien detta år, men serien kunde inte avslutas på grund av bland annat ekonomiska svårigheter, även efter ett försök 1912. AIK hann spela 9 av 12 matcher (3 vinster, 5 oavgjorda och en förlust).

### Tabeller
1910 - Svenska serien
| Pl | Lag                     | Ma | V | O | F | GM | IM | P  |
| -- | ----------------------- | -- | - | - | - | -- | -- | -- |
| 1  | Örgryte IS              | 14 | 8 | 3 | 3 | 52 | 22 | 19 |
| 2  | AIK                     | 14 | 8 | 3 | 3 | 50 | 28 | 19 |
| 3  | IFK Göteborg            | 14 | 8 | 2 | 4 | 41 | 32 | 18 |
| 4  | IFK Norrköping          | 14 | 6 | 3 | 5 | 31 | 26 | 15 |
| 5  | Göteborgs FF            | 14 | 5 | 3 | 6 | 24 | 24 | 13 |
| 6  | Vikingarnas FK          | 13 | 4 | 2 | 7 | 28 | 38 | 10 |
| 7  | Västmanlands-Nerikes BK | 13 | 3 | 2 | 8 | 25 | 50 | 8  |
| 8  | IFK Eskilstuna          | 14 | 3 | 2 | 9 | 30 | 61 | 8  |

1911
Svenska serien kunde ej färdigspelas 1911.

## Efter OS i Stockholm
1912 stod den svenska fotbollen i skuggan av OS, där AIK hade två spelare med i Sveriges landslag, Kalle Ansén och Helge Ekroth. Om man räknar med Ivar "Iffe" Svensson, som anslöt till AIK efter OS, hade AIK hela tre spelare med i landslaget. Inte heller 1912 kunde Svenska serien färdigspelas, och bara 4 matcher hann spelas (2 vinster, 2 oavgjorda) under detta år. I SM-tävlingarna åkte AIK ut mot Örgryte IS i semifinalen. 1912 var året då AIK flyttade till Stockholms Stadion, som var klubbens hemmaarena från 1912 till 1936.
1913 färdigspelades Svenska serien (som inte kunde färdigspelas 1912) och AIK slutade på en tredjeplats, efter 4 vinster och 2 förluster. En sak som var anmärkningsvärd detta år var att man mötte Örgryte IS hela nio gånger - däribland tre gånger i semifinalerna under SM-spelet, då man spelade en oavgjord match i Göteborg, och sedan omspel i Stockholm, även den oavgjord. Den sista matchen man spelade mot varandra i detta SM vann Örgryte med 5-0 i Göteborg.
År 1914 vann AIK sitt fjärde svenska mästerskap efter 7-2 i finalen mot Hälsingborgs IF. AIK hade haft problem under denna turnering, då man haft problem med lag som Westermalms IF (2-1 till AIK) och IFK Stockholm (1-0 till AIK). Men under finalen var varje spelare i den bästa formen någonsin, och kunde relativt lätt vinna över laget från Skåne. Hela 5314 åskådare hade samlats på Råsunda IP för att se matchen.
1914 var ett bra år på många sätt för AIK, man vann även distriktsmästerskapet och Wicanderska Skölden (som var en prestigefylld tävling). I den Svenska serien gick det dock inte lika bra - man slutade fyra, efter Djurgården, Örgryte IS och IFK Göteborg. Årets stora höjdpunkt var AIK:s match mot engelska Liverpool FC. Hela 14000 åskådare kom för att se matchen på Stockholms Stadion, som slutade 3-0 till Liverpool. AIK:s spel var dock det bästa ett svenskt klubblag presterat någonsin på denna nivå, och matchen fanns i minne hos många fotbollsfantaster ett långt tag framöver.
1915 var inte fullt så lyckosamt för AIK. Efter en väldigt stark vårspurt kom AIK tvåa i Svenska serien, efter IFK Göteborg. AIK hade även detta år, precis som alla föregående år, svårt att vinna i Göteborg - det spelade ingen roll om laget hette Örgryte IS eller IFK Göteborg. I SM förlorade man mot ärkerivalen Djurgården efter en kamp på Stockholms Stadion som sågs av hela 4000 personer.
Det efterföljande året, 1916, var det år då två stycken stockholmslag för första gången lyckades ta sig till final samtidigt, både AIK och Djurgården. I derbyt som utgjorde finalen var AIK överlägsna, och ledde med 3-0 redan i halvtid. Det jämnade ut sig lite efter halvtid, och Djurgården fick med sig ett tröstmål - men AIK blev åter svenska mästare, för femte gången. Det var nära att bli ytterligare ett guld detta år, då man kom på en andra plats i den Svenska serien. Man hamnade på samma poäng som IFK Göteborg, 15 poäng, men hade sämre målskillnad. Detta blev AIK:s bästa placering någonsin i Svenska seriens historia. I distriktsmästerskapet vann man mot Järva IS med 5-1.
Redan året efter, 1917, var AIK mycket nära på att ta sitt sjätte guld, men man föll mot Djurgården i SM-finalen. Vägen till finalen hade varit tämligen lätt, och det såg även ljust ut i finalen när AIK tog ledningen efter tjugofyra minuters spel. Under den sista kvarten kunde dock Djurgården avgöra med två mål. I Svenska serien kom AIK trea, på 10 poäng, hela 6 poäng efter IFK Göteborg. Återigen var det ett så kallat "spöke" som avgjorde, då man var helt oförmögna att vinna nere i Göteborg.
Göteborgskomplexet blev inte mycket bättre 1918, då man förlorade alla matcher i Göteborg i Svenska serien, och i SM-spelet åkte man ut direkt mot Örgryte IS. AIK var även detta år ute på internationellt spel, då man invigde en ny gräsplan i Oslo, Norge genom att spela 3-3 med ett ihopmixat lag från orten inför 7000 åskådare.

### Tabeller
1912
Svenska Serien spelades 1912-1913 till följd av den ej färdigspelade serien 1911.
1913 - Svenska Serien (1912-1913)
| Pl | Lag            | Ma | V | O | F | GM | IM | P  |
| -- | -------------- | -- | - | - | - | -- | -- | -- |
| 1  | IFK Göteborg   | 10 | 7 | 2 | 1 | 25 | 9  | 16 |
| 2  | Örgryte IS     | 10 | 6 | 1 | 3 | 35 | 14 | 13 |
| 3  | AIK            | 10 | 6 | 0 | 4 | 23 | 27 | 12 |
| 4  | Djurgårdens IF | 10 | 5 | 0 | 5 | 19 | 25 | 10 |
| 5  | IFK Uppsala    | 10 | 3 | 1 | 6 | 22 | 23 | 7  |
| 6  | IFK Norrköping | 10 | 0 | 2 | 8 | 7  | 34 | 2  |

1914 - Svenska Serien (1913-1914)
| Pl | Lag            | Ma | V | O | F | GM | IM | P  |
| -- | -------------- | -- | - | - | - | -- | -- | -- |
| 1  | IFK Göteborg   | 10 | 8 | 1 | 1 | 37 | 11 | 17 |
| 2  | Örgryte IS     | 10 | 7 | 1 | 2 | 23 | 9  | 15 |
| 3  | Djurgårdens IF | 10 | 3 | 4 | 3 | 16 | 17 | 10 |
| 4  | AIK            | 10 | 4 | 1 | 5 | 17 | 27 | 9  |
| 5  | IFK Norrköping | 10 | 2 | 1 | 7 | 19 | 34 | 5  |
| 6  | IFK Uppsala    | 10 | 1 | 2 | 7 | 14 | 28 | 4  |

1915 - Svenska Serien (1914-1915)
| Pl | Lag            | Ma | V | O | F | GM | IM | P  |
| -- | -------------- | -- | - | - | - | -- | -- | -- |
| 1  | IFK Göteborg   | 8  | 6 | 0 | 2 | 25 | 11 | 12 |
| 2  | AIK            | 8  | 5 | 0 | 3 | 30 | 15 | 10 |
| 3  | Örgryte IS     | 8  | 5 | 0 | 3 | 22 | 18 | 10 |
| 4  | Djurgårdens IF | 8  | 3 | 1 | 4 | 17 | 18 | 7  |
| 5  | IFK Norrköping | 8  | 0 | 1 | 7 | 7  | 37 | 1  |

1916 - Svenska Serien (1915-1916)
| Pl | Lag            | Ma | V | O | F | GM | IM | P  |
| -- | -------------- | -- | - | - | - | -- | -- | -- |
| 1  | IFK Göteborg   | 10 | 6 | 3 | 1 | 27 | 9  | 15 |
| 2  | AIK            | 10 | 7 | 1 | 2 | 33 | 13 | 15 |
| 3  | Örgryte IS     | 10 | 5 | 1 | 4 | 21 | 15 | 11 |
| 4  | GAIS           | 10 | 4 | 0 | 6 | 17 | 24 | 8  |
| 5  | IFK Norrköping | 10 | 3 | 0 | 7 | 12 | 36 | 6  |
| 6  | Djurgårdens IF | 10 | 2 | 1 | 7 | 15 | 28 | 5  |

1917 - Svenska Serien (1916-1917)
| Pl | Lag             | Ma | V | O | F | GM | IM | P  |
| -- | --------------- | -- | - | - | - | -- | -- | -- |
| 1  | IFK Göteborg    | 10 | 8 | 0 | 2 | 34 | 8  | 16 |
| 2  | Örgryte IS      | 10 | 6 | 1 | 3 | 27 | 15 | 13 |
| 3  | AIK             | 10 | 4 | 2 | 4 | 17 | 24 | 10 |
| 4  | Hälsingborgs IF | 10 | 3 | 1 | 6 | 15 | 19 | 7  |
| 5  | Djurgårdens IF  | 10 | 2 | 2 | 6 | 11 | 20 | 6  |
| 6  | IFK Norrköping  | 10 | 2 | 2 | 6 | 15 | 33 | 6  |

1918 - Svenska Serien (1918)
| Pl | Lag            | Ma | V | O | F | GM | IM | P  |
| -- | -------------- | -- | - | - | - | -- | -- | -- |
| 1  | IFK Göteborg   | 6  | 5 | 1 | 0 | 21 | 4  | 11 |
| 2  | Örgryte IS     | 6  | 3 | 2 | 1 | 13 | 4  | 8  |
| 3  | AIK            | 6  | 1 | 1 | 4 | 7  | 17 | 3  |
| 4  | Djurgårdens IF | 6  | 0 | 2 | 4 | 3  | 19 | 2  |

## "Putte" Kock debuterar i AIK
Rudolf "Putte" Kock hade en oerhört magisk vecka i maj år 1919. På fredagen tog han studentexamen, på lördagen åkte han ner till Göteborg som reserv i AIK, på tisdagen gjorde han debut för AIK mot Nürnberg och på torsdagen gjorde han debut i A-landslaget mot Finland. Några år senare skulle han koras till världens bästa vänsterytter (i OS i Paris 1924) och han blev en av AIK:s mest framgångsrika spelare i klubbens historia.

AIK hade inte ett lika lyckosamt år som "Putte" Kock: man deltog inte i SM och i Svenska serien slutade man trea i en serie som inte spelades färdigt. Man spelade även tre matcher mot internationellt motstånd: 1-1 mot en Köpenhamnskombination, 2-2 mot Betleham Steel från USA och så vann man med 7-1 mot ett franskt armélag (inför hela 16000 åskådare på Stockholms Stadion, som tillsammans betalade cirka 37 000 kronor). DM-finalen förlorades mot Djurgårdens IF. 

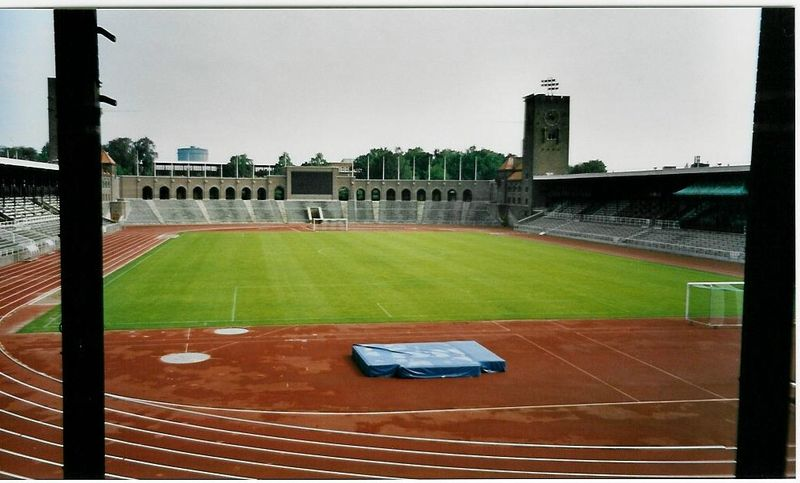
Stockholms Stadion

I SM och DM år 1920 blev AIK utslaget innan finalen, i semifinal respektive kvartsfinal - men Svenska serien blev pånyttfödd med ökat intresse i och med en rikstäckande serie med hela tio lag, som spelades hösten 1920 till våren 1921. AIK började serien bra med en vinst mot IFK Göteborg. Men sedan blev det inte lika lyckosamt. AIK slutade som åtta av tio lag.
AIK gjorde även en utlandsresa 1921, för första gången utanför norden, då de åkte genom Frankrike - och gick obesegrade. De mötte Racing Club (2-2), CAP (2-0), Olympique Lille (1-0) och Cette (2-0). Även övriga framgångar mot utländska lag på hemmaplan noterades detta år, vinster över det finska fotbollslandslaget, SK Brann från Norge, Rapid Wien från Österrike och MTK Budapest. AIK förlorade dock mot B93 från Köpenhamn (0-4) och Wiener Amateur SV (0-3). I övrigt blev 1921 ett mellanår i AIK:s fotbollshistoria då man inte bara placerade sig sist av alla stockholmslag i Svenska serien, utan man åkte ut direkt ur SM-tävlingarna (mot Västerås IK) och i DM-tävlingarna (mot Stockholms BK).

### Tabeller
1919 - Svenska Serien (1919)
| Pl | Lag            | Ma | V | O | F | GM | IM | P |
| -- | -------------- | -- | - | - | - | -- | -- | - |
| 1  | IFK Göteborg   | 5  | 3 | 0 | 2 | 8  | 6  | 6 |
| 2  | Örgryte IS     | 4  | 2 | 0 | 2 | 10 | 6  | 4 |
| 3  | AIK            | 4  | 1 | 2 | 1 | 6  | 8  | 4 |
| 4  | Djurgårdens IF | 6  | 1 | 2 | 2 | 9  | 13 | 4 |

1919 års Svenska Serie kunde ej slutföras.
1920 - SM
SM-resultat

| Omgång 1 | AIK         | 5–0 | IF Linnea   |
| Omgång 2 | AIK         | 1–1 | IK Sleipner |
| Omspel   | IK Sleipner | 5–1 | AIK         |

Se 1921 för tabellen för Svenska Serien 1920-1921.
1921 - Svenska Serien (1920-1921)
| Pl | Lag             | Ma | V  | O | F  | GM | IM | P  |
| -- | --------------- | -- | -- | - | -- | -- | -- | -- |
| 1  | IFK Göteborg    | 18 | 10 | 5 | 3  | 27 | 10 | 25 |
| 2  | Örgryte IS      | 18 | 10 | 3 | 5  | 47 | 25 | 23 |
| 3  | Hammarby IF     | 18 | 9  | 4 | 5  | 35 | 27 | 22 |
| 4  | Hälsingborgs IF | 18 | 9  | 4 | 5  | 33 | 27 | 22 |
| 5  | IFK Göteborg    | 18 | 8  | 4 | 6  | 39 | 21 | 20 |
| 6  | IFK Malmö       | 18 | 9  | 1 | 8  | 47 | 47 | 19 |
| 7  | Djurgårdens IF  | 18 | 6  | 4 | 8  | 24 | 33 | 16 |
| 8  | AIK             | 18 | 5  | 3 | 10 | 30 | 38 | 13 |
| 9  | IFK Eskilstuna  | 18 | 4  | 3 | 11 | 23 | 45 | 11 |
| 10 | IFK Norrköping  | 18 | 2  | 5 | 11 | 19 | 51 | 9  |

## Nytt seriesystem
1922 blev ytterligare ett år som präglades av matchning mot utländskt motstånd - det blev segrar mot Racing Club från Paris, Krakau från Polen och Oxford University från England. Det blev också en del förluster, dessa kom mot Slavia Prag, MTK Budapest, Wiener Amataur och Altona. Året blev dock ytterligare ett svagt "svenskt" år sett till framgångar för laget, då man åker ut ur SM-tävlingarna i första omgången, igen. Denna gång mot lokalrivalen Djurgårdens IF. I Svenska serien, som spelades höst-vår, gick det däremot lite bättre. Man spelade bra i östgruppen (serien hade delats upp i en väst- och en östgrupp med 6 lag i varje grupp) och det såg ljust ut inför 1923.
AIK vann östgruppen med överlägsna 5 poäng (det var ett tvåpoängssystem), och man mötte GAIS i finalen. Där gick det däremot lite sämre, man förlorade med 5-0 totalt (3-1 borta, 0-2 hemma), men kunde i alla fall uppnå en andra plats med ett gott spel från gruppspelet. AIK såg till att ta med detta till SM-tävlingarna, som nu inte drog lika mycket intresse som Svenska serien överhuvudtaget. Det blev ytterligare ett SM-guld, det sjätte, för AIK, efter en finalseger över IFK Eskilstuna med 5-1.
Den svenska serie som startade hösten 1923 skulle bli den sista. Hösten 1924 skulle den moderna Allsvenskan börja. Seriens format skulle vara densamma som 1922/23, det vill säga med två stycken grupper och final. AIK, som gynnades enormt av gruppindelningen, gick återigen vidare till final. Denna gång mot Örgryte IS. Ännu en gång förlorade AIK mot ett göteborgslag, och man fick se sig själv tvåa igen. Man spelade även en internationell match detta år, mot Hull City AFC, den förlorade man med 3-0. Detta kapitel slutar med att AIK visar att man varit bäst av stockholmslagen den första kvarten av seklet, genom sex SM-guld, trea i Svenska seriens maratontabell, men att man aldrig kommit upp i göteborgslagens standard.

### Tabeller
1922
Se 1923 för tabellen för Svenska Serien 1922-1923.
1923 - Svenska Serien Grupp Östra (1922-1923)
| Pl | Lag            | Ma | V | O | F | GM | IM | P  |
| -- | -------------- | -- | - | - | - | -- | -- | -- |
| 1  | AIK            | 10 | 7 | 1 | 2 | 28 | 17 | 15 |
| 2  | IFK Eskilstuna | 10 | 4 | 2 | 4 | 21 | 17 | 10 |
| 3  | Hammarby IF    | 10 | 4 | 1 | 5 | 16 | 18 | 9  |
| 4  | Djurgårdens IF | 10 | 3 | 3 | 4 | 16 | 19 | 9  |
| 5  | IK Sleipner    | 10 | 4 | 1 | 5 | 14 | 20 | 9  |
| 6  | IFK Norrköping | 10 | 4 | 0 | 6 | 15 | 19 | 8  |

| Final 1 | GAIS | 3–1 | AIK  |
| Final 2 | AIK  | 0–2 | GAIS |

1924 - Svenska Serien Grupp Östra (1923-1924)
| Pl | Lag            | Ma | V | O | F | GM | IM | P  |
| -- | -------------- | -- | - | - | - | -- | -- | -- |
| 1  | AIK            | 10 | 6 | 2 | 2 | 29 | 20 | 14 |
| 2  | IK Sleipner    | 10 | 6 | 0 | 4 | 16 | 18 | 12 |
| 3  | IFK Eskilstuna | 10 | 5 | 0 | 5 | 21 | 25 | 10 |
| 4  | Hammarby IF    | 10 | 3 | 3 | 4 | 16 | 18 | 9  |
| 5  | IFK Norrköping | 10 | 3 | 2 | 5 | 14 | 15 | 8  |
| 6  | Djurgårdens IF | 10 | 3 | 1 | 6 | 18 | 18 | 7  |

| Final 1 | AIK        | 0–1 | Örgryte IS |
| Final 2 | Örgryte IS | 1–0 | AIK        |

### Fotnoter
1. ↑  AIK.se: År för år: 1910
2. ↑  AIK.se: År för år: 1911
3. ↑  AIK.se: År för år: 1912
4. ↑  AIK.se: År för år: 1913
5. 1 2  AIK.se: År för år: 1914
6. ↑  AIK.se: År för år: 1915
7. ↑  AIK.se: År för år: 1916
8. ↑  AIK.se: År för år: 1917
9. 1 2  AIK.se: År för år: 1918
10. 1 2 3  AIK.se: År för år: 1919
11. 1 2  AIK.se: År för år: 1921
12. ↑  AIK.se: År för år: 1922
13. ↑  AIK.se: År för år: 1923
14. ↑  AIK.se: År för år: 1924